# Inez (Kentucky)
Inez es una ciudad ubicada en el condado de Martin en el estado estadounidense de Kentucky. En el Censo de 2010 tenía una población de 717 habitantes y una densidad poblacional de 160,67 personas por km².

## Geografía
Inez se encuentra ubicada en las coordenadas 37°52′10″N 82°32′23″O / 37.86944, -82.53972. Según la Oficina del Censo de los Estados Unidos, Inez tiene una superficie total de 4.46 km², de la cual 4.46 km² corresponden a tierra firme y (0%) 0 km² es agua.

## Demografía
Según el censo de 2010, había 717 personas residiendo en Inez. La densidad de población era de 160,67 hab./km². De los 717 habitantes, Inez estaba compuesto por el 99.16% blancos, el 0.14% eran afroamericanos, el 0.42% eran amerindios, el 0% eran asiáticos, el 0% eran isleños del Pacífico, el 0% eran de otras razas y el 0.28% pertenecían a dos o más razas. Del total de la población el 0.56% eran hispanos o latinos de cualquier raza.